# Guillaume Merckx
Guillaume Merckx, né le 21 avril 1918, est un joueur belge de basket-ball.